# Feliciano de la Mota Botello
Feliciano de la Mota Botello (Santa Fe, Gobernación del Río de la Plata, 1769 - Catamarca, Argentina, 1830) fue un político argentino, gobernador de la Intendencia de San Miguel de Tucumán en los años posteriores a la Revolución de Mayo.

## Biografía
Se radicó en la provincia de Catamarca hacia 1790. Era uno de los comerciantes más importantes de la ciudad, y fue varias veces alcalde en el cabildo de la ciudad. Viajaba habitualmente por negocios a Buenos Aires, donde se interesó en el grupo de la Sociedad Patriótica, lo que lo puso en contacto con Mariano Moreno y especialmente con Manuel Belgrano.
Estas relaciones le valieron, después de la Revolución de Mayo, que ocurrió mientras Mota estaba en Buenos Aires, su nombramiento como Comandante de Armas y teniente de gobernador de la "tenencia" de Catamarca, que dependía de la provincia de Salta del Tucumán. Se le dio el grado militar de teniente coronel.
Llegó a Catamarca en octubre de 1810 y se dedicó a infundir el espíritu revolucionario en su provincia. También formó un cuerpo de 150 voluntarios catamarqueños para unirse a la Primera Expedición al Alto Perú. Todo lo que hizo en el gobierno fue ayudar a formar las milicias provinciales y ayudar a los ejércitos nacionales; durante el año 1811 formó parte de la Junta subalterna de Gobierno de Catamarca como su presidente y comandante de armas.
Ocupó el cargo hasta enero de 1812, cuando la Junta fue disuelta, y fue nombrado en su reemplazo Domingo Ortiz de Ocampo, un riojano, hermano del que fuera jefe del Ejército del Norte.
Permaneció en Catamarca como comandante de armas con el grado de coronel de milicias, hasta que en septiembre de 1814 fue nombrado nuevamente teniente gobernador. Al mes siguiente, la Intendencia de Salta fue dividida en dos: Salta y Tucumán. Catamarca quedó agregada a Tucumán, pero la villa de Santa María, que siempre le había estado subordinada, a Salta. Mota protestó por este hecho ante el Directorio y tomó el control de Santa María por sus propios medios, aprovechando que Salta estaba muy ocupada repeliendo invasiones realistas. Continuó enviando ayuda al Ejército del Norte, aunque en relaciones tirantes con su comandante, el general José Rondeau.
Cuando Belgrano se hizo cargo del Ejército, se encontró con un gobernador demasiado poderoso en Tucumán, el coronel Bernabé Aráoz, un patriota decidido, pero de estilo político conservador. Aráoz se negaba a considerarse un subalterno de Belgrano, y este lo acusaba de no ayudarlo lo suficiente con los fondos provinciales. En septiembre de 1817, Belgrano logró del Director Pueyrredón su reemplazo como gobernador del Tucumán por Mota Botello, a quien conocía desde antes de 1810.
Pronto Belgrano y Mota debieron aceptar que Aráoz no había escondido nada, que en Tucumán sencillamente no había fondos para ayudar al Ejército del Norte, y que este no podía ser mantenido solo por esa provincia. Por su parte, Buenos Aires gastaba todos sus fondos en luchar contra los federales y en ayudar al Ejército de los Andes en su campaña en Chile. Por esa razón, a Belgrano le fue imposible intentar una cuarta expedición al Alto Perú, a pesar de que la provincia de Tucumán dirigida por Mota Botello contribuyó con otros 928 soldados, además de caballos y uniformes.
A fines de 1818, el Ejército se trasladó a Córdoba para seguir la lucha contra los federales de Santa Fe, que terminaría en una victoria de esta última en la Batalla de Cepeda. Un pequeño resto del mismo Ejército quedó en Tucumán, al mando del coronel Domingo Arévalo.
Tras un par de años de gobierno monótono y pobre, Mota trataba de colaborar con Arévalo, que estaba al mando de tres cuerpos de Dragones, cuyos jefes eran los capitanes Felipe Heredia, Abraham González y Manuel Cainzo. Estos dieron un golpe el 10 de noviembre de 1819 y apresaron a Mota —que fue herido en un brazo—, a Arévalo y a Belgrano.
El mismo día, el Cabildo tucumano eligió gobernador a Bernabé Aráoz de acuerdo con una reunión popular. Este negó toda obediencia al Directorio, que de todas formas desaparecería menos de tres meses más tarde.
Mota permaneció detenido varias semanas, hasta que quedó claro que no podría reclamar un mando que le había conferido un gobierno que ya no existía. Puesto en libertad, volvió a Catamarca, provincia que seguía dependiendo de la de Tucumán. Fue teniente de gobernador, dependiente de Aráoz, entre agosto de 1820 y marzo de 1821, hasta que el tucumano lo desplazó del gobierno y nombró en su lugar a don Juan José de La Madrid (y Díaz de la Peña), de larga experiencia en el cabildo tucumano, y esposo de su hermana Catalina Aráoz. Poco después de que dejara el mando, una invasión salteña comandada por Apolinario Figueroa impuso un gobierno autónomo del de Tucumán —aunque dependiente de la "protección" salteña— que duró un mes. A fines de abril, Catamarca volvía a depender del Tucumán.
Pero en agosto de 1821, cuando el poder de Aráoz comenzó a ceder, una junta de oficiales y capitulares de Catamarca decidió la autonomía de la provincia; tres días más tarde caía también Aráoz, y su sucesor, no tuvo la fuerza para imponerse sobre Catamarca. Su primer gobernador fue un civil, Nicolás Avellaneda y Tula pero los jefes del movimiento eran los coroneles Mota, Eusebio Gregorio Ruzo y Marcos Antonio Figueroa. Estos formaron más tarde el partido federal de la provincia. Mota figuró algún tiempo como capitular y legislador en su provincia, durante los gobiernos federales de Ruzo y Figueroa.
Feliciano de la Mota Botello falleció en marzo de 1830 en San Fernando del Valle de Catamarca.